# کریستین سیلنزی
کریستین سیلنزی (انگلیسی: Christian Silenzi؛ زادهٔ ۲۴ مهٔ ۱۹۹۷) بازیکن فوتبال است.
از باشگاه‌هایی که در آن بازی کرده‌است می‌توان به باشگاه فوتبال رجینا اشاره کرد.